# ベティ・ハイドラー
ベティ・ハイドラー (Betty Heidler、1983年10月14日 - )は、ドイツの陸上競技女子ハンマー投の選手である。自己ベストの79m42は世界歴代2位の記録である(2014年9月現在)。2012年ロンドンオリンピック女子ハンマー投げ銀メダリスト。

## 主な実績
| 年   | 大会                               | 場所                       | 種目       | 結果 | 記録  |
| ---- | ---------------------------------- | -------------------------- | ---------- | ---- | ----- |
| 2003 | 世界選手権                         | パリ(フランス)             | ハンマー投 | 11位 | 65m81 |
| 2004 | オリンピック                       | アテネ(ギリシャ)           | ハンマー投 | 4位  | 72m73 |
| 2004 | IAAFワールドアスレチックファイナル | ソンバトヘイ(ハンガリー)   | ハンマー投 | 6位  | 69m65 |
| 2005 | IAAFワールドアスレチックファイナル | ソンバトヘイ(ハンガリー)   | ハンマー投 | 6位  | 69m95 |
| 2006 | ヨーロッパ選手権                   | ヨーテボリ(スウェーデン)   | ハンマー投 | 5位  | 70m89 |
| 2006 | IAAFワールドアスレチックファイナル | シュトゥットガルト(ドイツ) | ハンマー投 | 1位  | 75m44 |
| 2007 | 世界選手権                         | 大阪(日本)                 | ハンマー投 | 1位  | 74m76 |
| 2008 | オリンピック                       | 北京(中国)                 | ハンマー投 | 9位  | 70m06 |
| 2008 | IAAFワールドアスレチックファイナル | シュトゥットガルト(ドイツ) | ハンマー投 | 5位  | 69m72 |
| 2009 | 世界選手権                         | ベルリン(ドイツ)           | ハンマー投 | 2位  | 77m12 |
| 2009 | IAAFワールドアスレチックファイナル | テッサロニキ(ギリシャ)     | ハンマー投 | 1位  | 72m03 |
| 2011 | 世界選手権                         | 大邱(韓国)                 | ハンマー投 | 2位  | 76m06 |
| 2012 | オリンピック                       | ロンドン(イギリス)         | ハンマー投 | 2位  | 77m12 |

## 自己ベスト
- ハンマー投　79m42 (2011年5月11日)